# نامه‌های عاشقانه ایو
نامه‌های عاشقانه ایو (انگلیسی: Eve's Love Letters) یک فیلم کمدی صامت آمریکایی است که در سال ۱۹۲۷ منتشر شد. از بازیگران آن می‌توان به اگنس ایرز، استن لورل، فرد ملتستا، جری مندی و فورست استنلی اشاره کرد.